# 台夫特航太火箭工程
台夫特航太火箭工程（英語：Delft Aerospace Rocket Engineering，缩写：DARE）是台夫特理工大學屬下的一個學生組織，由過百名學生組成。
成立目的是讓學生在一個非牟利組織環境內進行火箭及太空研究。由電子控制系統至火箭引擎，所有開發及研究皆由學生進行。組織目前最大項目為平流層級火箭(英：Stratos)，平流層一號於2009年升空並創下當時歐洲業餘火箭高度紀錄，達到12.5公里高度。 平流層二號+於2015年10月16號升空，高度達到21.5公里，再度打破當時歐洲業餘火箭高度紀錄。 平流層三號於2018年八月升空，火箭於升空後20秒解體，至今事故仍然調查中。平流層四號目前正在開發中，預定2019年內升空。
DARE致力於非軍事屬性的火箭及太空探索研究，除借用軍事用地進行實驗以外一律不與軍方合作。成員大部分為台夫特理工大學航空及太空工程學系的學生，亦有少部分來自電機工程、工業設計等其他學系。成員國籍半數為國際學生，其餘為當地荷蘭學生。

## 歷史
DARE於2001年由6個台夫特理工大學航太工程學生成立，其後成為受大學認可的“夢想工程”學生組織，與其他學生工程組織並列。DARE在成立以來數年間成功開發出不同的推進系統，在3大推進系統(固態推進，液態推進，混合式推進)上均有成果並發表各類研究報告。
2009年平流層一號升空，打破歐洲業餘火箭高度紀錄達到12.5公里高度。由平流層二號開始採用混合式推進系統，首先研發出推力達八千牛頓的“極光”引擎。採用”極光“引擎的平流層二號在2014年取消發射後在2015年成功發射並再次打破歐洲業餘火箭高度紀錄達到21.5公里高度。平流層三號於2018年升空途中解體，調查仍然進行中。 

## 外部連結
1. ↑  . Delft Aerospace Rocket Engineering.   [November 17, 2018]. （原始内容存档于2020-09-21）.
2. ↑  . Delft University of Technology.   [November 17, 2018]. （原始内容存档于2021-01-18）.
3. ↑  . Elsevier. 17 March 2009  [8 July 2014]. （原始内容存档于2014-07-14） （荷兰语）.
4. ↑  . Delft Aerospace Rocket Engineering.   [18 June 2014]. （原始内容存档于2014-07-14）.
5. ↑  . NOS.   [4 Nov 2015]. （原始内容存档于2021-01-16）.